# Keramik aus Grottaglie

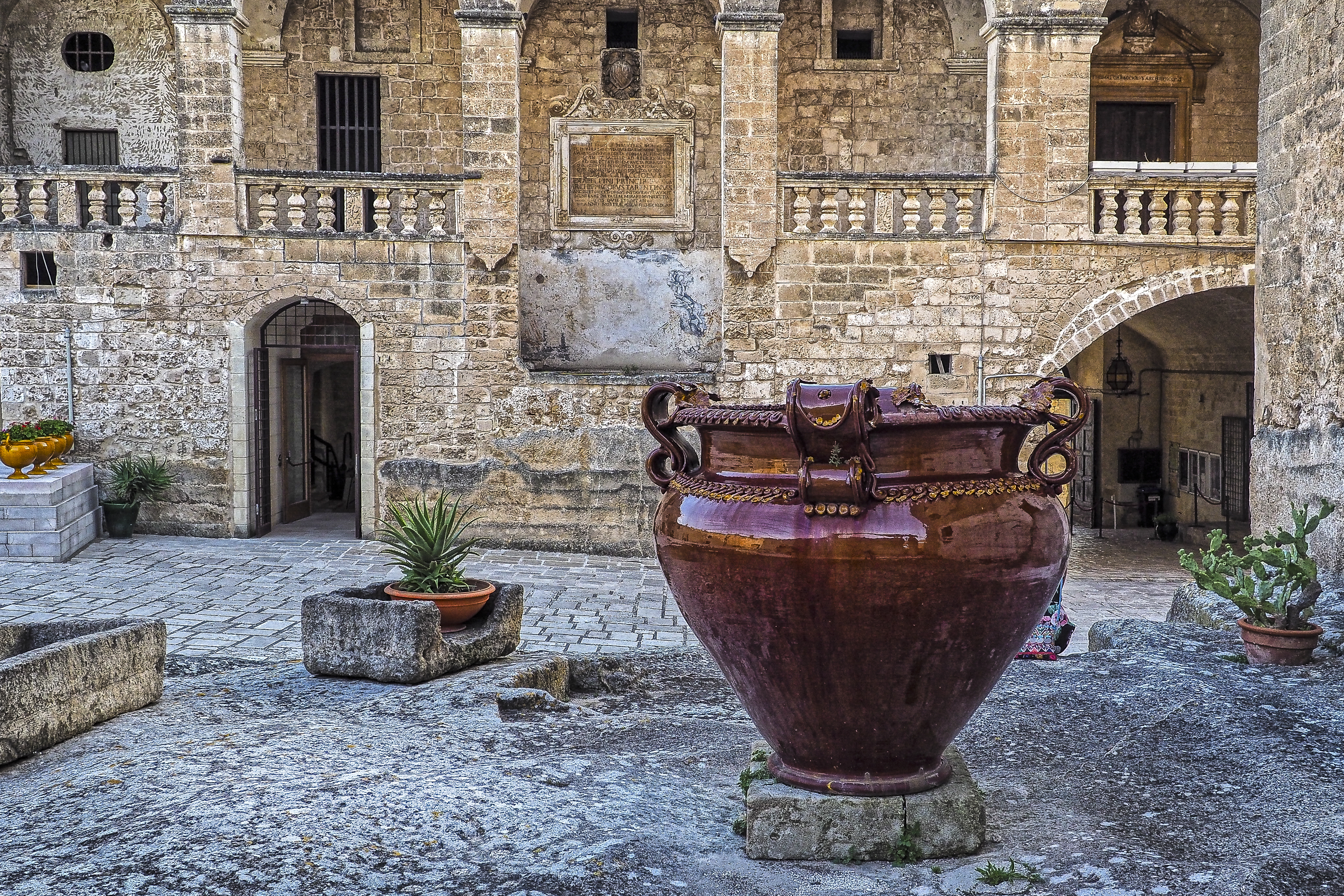
Ochsenblutrote Prunkvase im Hof des Castello Episcopio, in dem seit 1999 das Keramikmuseum Grottaglie eingerichtet ist

Keramik aus Grottaglie ist ein Wirtschaftsgut, das spätestens seit dem 15. Jahrhundert in Grottaglie hergestellt wird. Die Keramik ist ein Haupterzeugnis der örtlichen Wirtschaft mit geschützter Ursprungsbezeichnung DOC, durch das die Stadt innerhalb Apuliens eine Spitzenstellung einnimmt und sich damit touristisch profiliert. Typisch für die Keramik aus Grottaglie sind neben weißem Essgeschirr, das zum Teil bemalt und dezent gemustert ist, Keramiken mit honig- bis senffarbenen, roten und grünen Glasuren, darunter Objekte wie der Pomo und neoklassizistische Krater und Vasen. 

## Geschichte

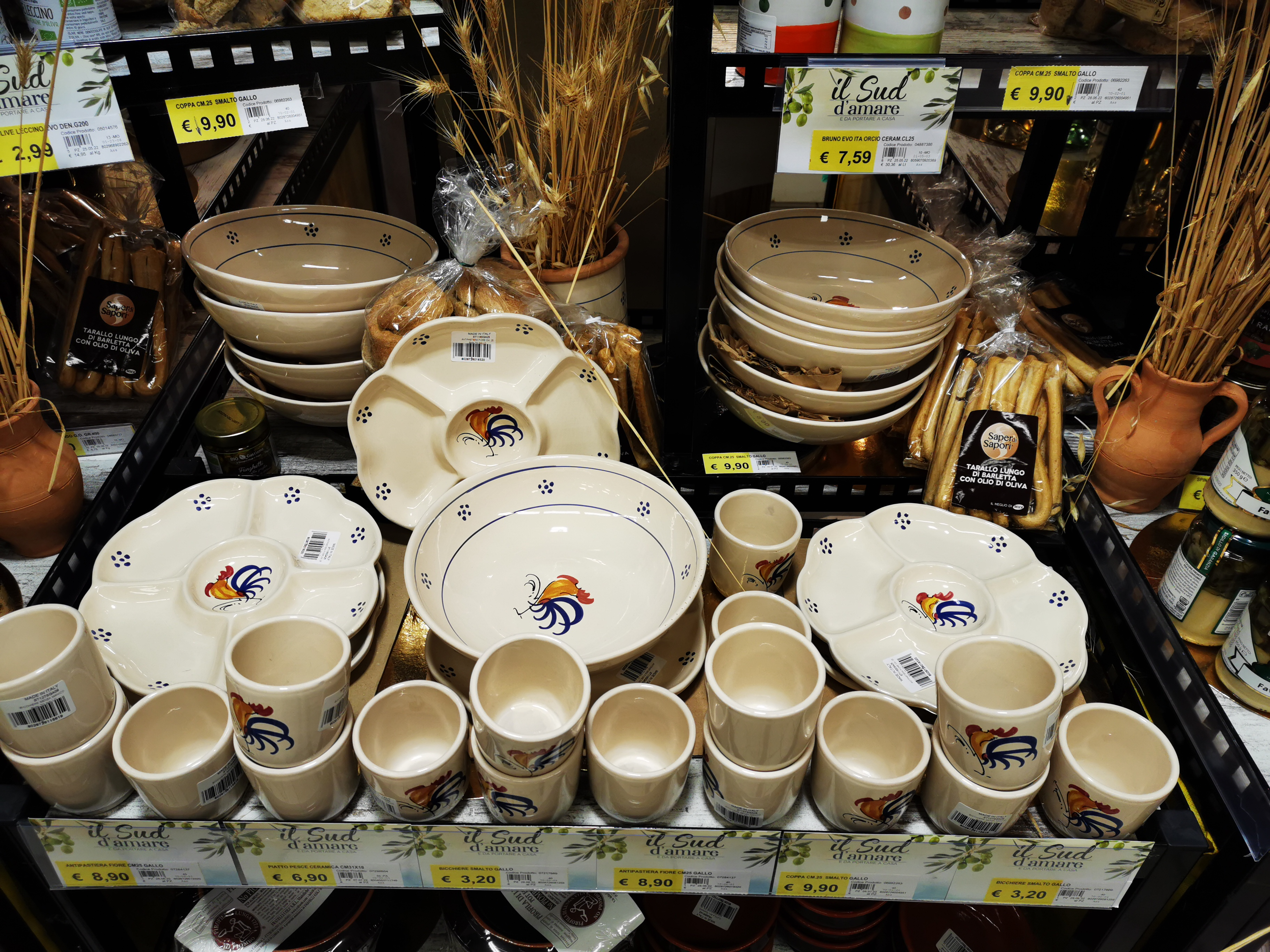
Typisches Essgeschirr aus Grottaglie mit dem Hahnensymbol

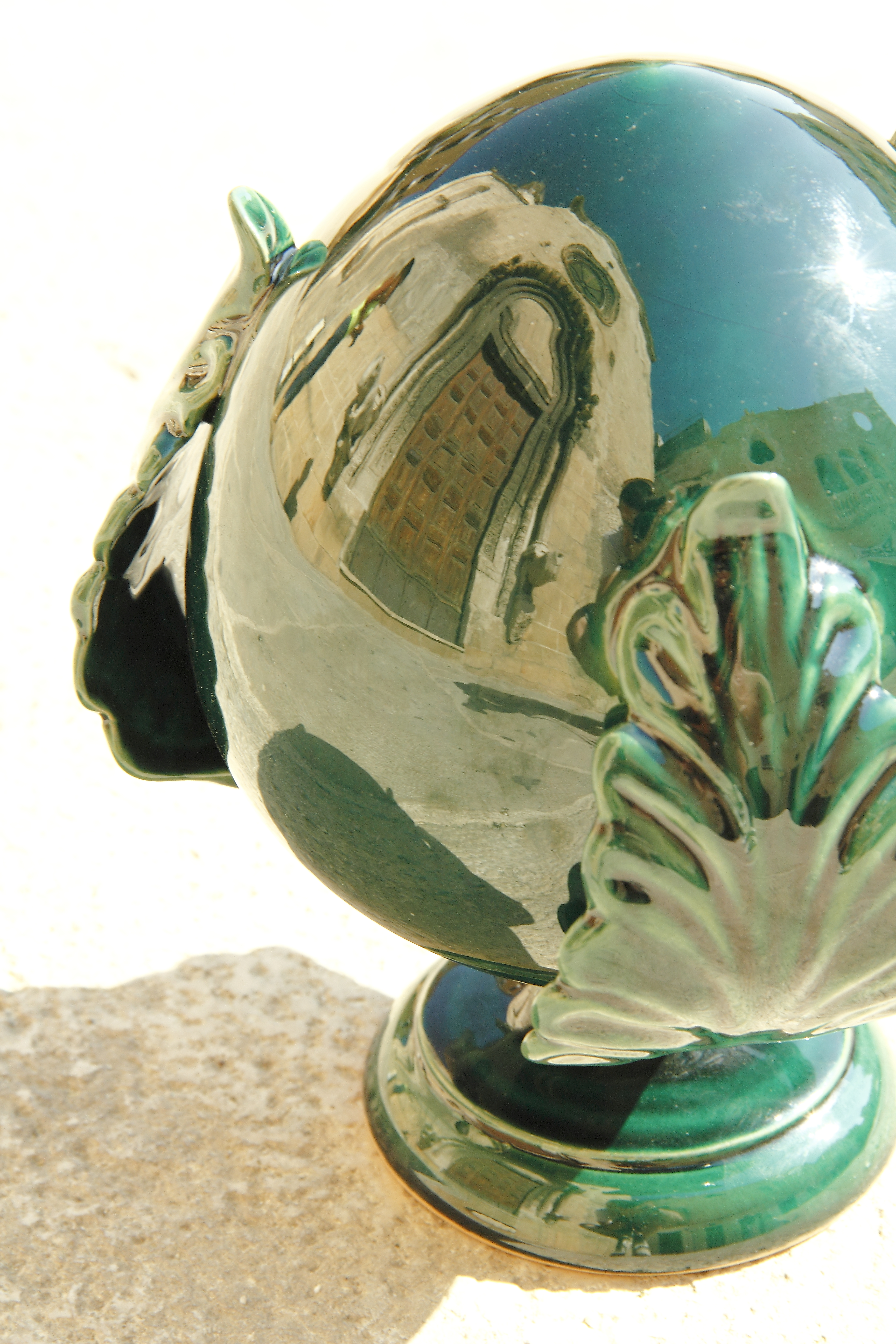
Pomo, ein traditioneller Glücksbringer in der Form eines Pinienzapfens

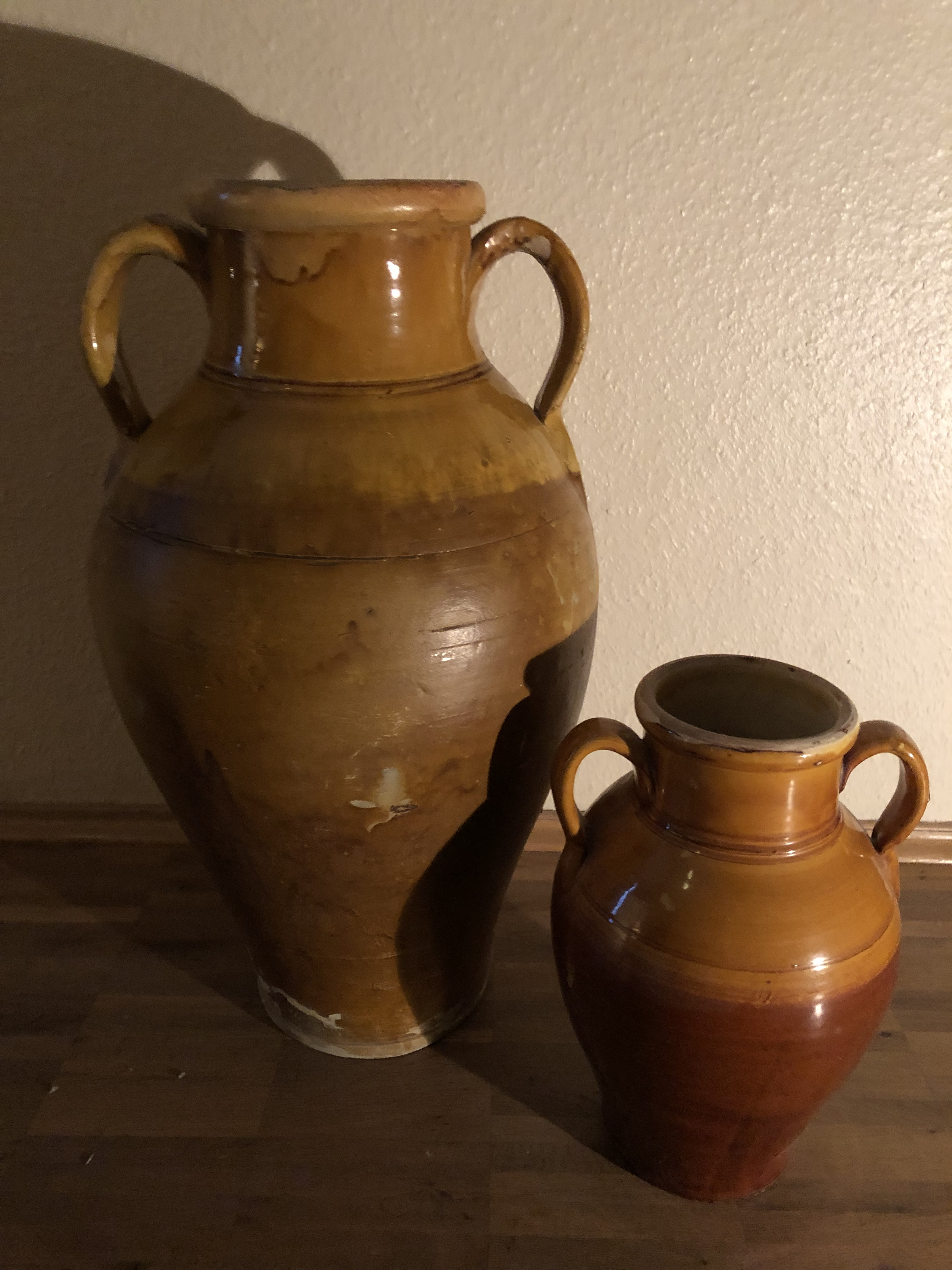
Capasoni, typische Weinamphoren aus Grottaglie

Durch ein Dokument aus dem Jahr 1463 ist belegt, dass im 15. Jahrhundert Keramik in Grottaglie hergestellt und in Tarent gehandelt wurde. Spätestens im 16. Jahrhundert war die Keramikkunst in der Stadt etabliert. Unterhalb des Castello Episcopio von Grottaglie bildete sich ein spezielles Viertel von Keramikherstellern. Für das Jahr 1663 ist in der Person von Giovan Antonio Cicala der erste Hersteller von Fayencen namentlich bekannt. Spätestens im 18. Jahrhundert bildete die Herstellung von Gebrauchsgeschirr, das bis nach Griechenland und Kleinasien exportiert wurde, einen Hauptzweig der örtlichen Wirtschaft. Im Jahr 1879 waren 3000 Arbeiter in der 10.000 Einwohner zählenden Stadt mit der Herstellung von Keramik beschäftigt, darunter viele Leute aus den umliegenden ländlichen Gebieten. Ihre jährliche Produktion im Wert von 700.000 Lire galt hauptsächlich einem Marktgebiet in Apulien, Basilikata und Kalabrien. Als bekanntes Produkt wurde der Capasone hergestellt, eine honig- bis senffarben glasierte Amphore für die Aufbewahrung von Flüssigkeiten wie Wein und Öl.
Am 20. Juni 1884 beschloss der Gemeinderat die Einrichtung von „Modellöfen“, um die örtliche Keramikindustrie an neue technische Standards heranzuführen. Drei Jahre später gründete der Römer Camille De Rossi (1862–1899) ein privates Labor zur Verbesserung der Keramik in Grottaglie, dem 1887 die Gründung einer gemeindlichen Kunstgewerbe- und Berufsschule folgte. Diese 1888 eingeweihte, von 1893 bis 1913 geschlossene und dann wiedereröffnete Schule verband das örtliche Erbe über Wissen und Techniken der Keramikproduktion mit modernen Herstellungsverfahren und kunsthandwerklicher Theorie. Als Lehrer waren an ihr Anselmo De Simone (1859–1919) und Emanuele Di Palma (1887–1956) tätig. Aus der Schule ging im Jahr 2012 durch Vereinigung mit dem Liceo „Lisippo“ aus Tarent das Liceo Artistico „Vincenzo Calò“ mit Verwaltungssitz in Grottaglie hervor. Dort ist der Bereich Keramikdesign einer von sechs Fächern.